# Mesochorus veluminis
Mesochorus veluminis là một loài tò vò trong họ Ichneumonidae.